# Kao (cràter)
Kao és un petit cràter d'impacte de la Lluna que es troba prop del terminador oriental, prop de la vora sud de la Mare Smythii, una mar lunar que continua a la cara oculta de la Lluna. Aquest cràter es localitza a l'est-sud-est del cràter Widmannstätten. A menys d'un diàmetre del cràter cap a nord-nord-est apareix el petit cràter Tucker.

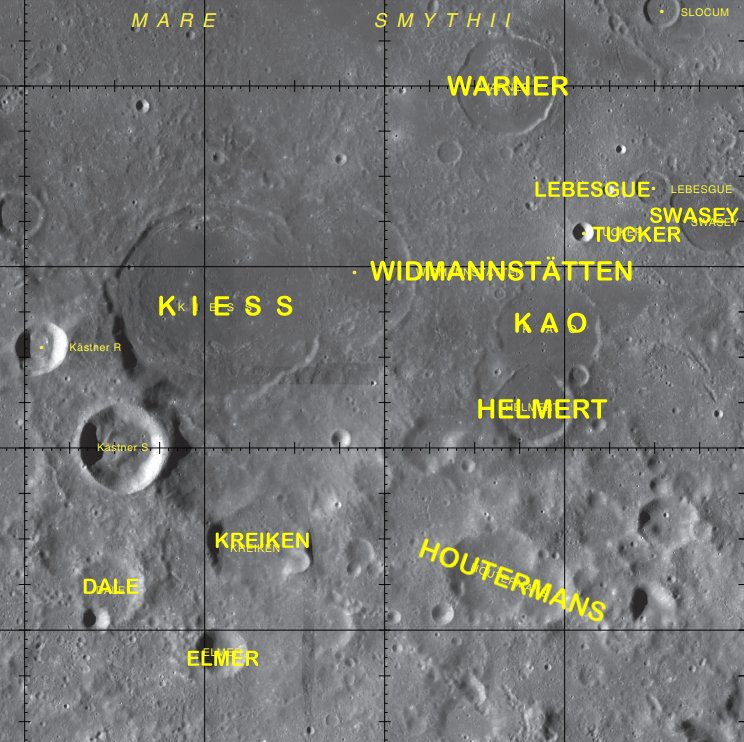
Localització de Kao (centre, a la dreta, de la imatge)
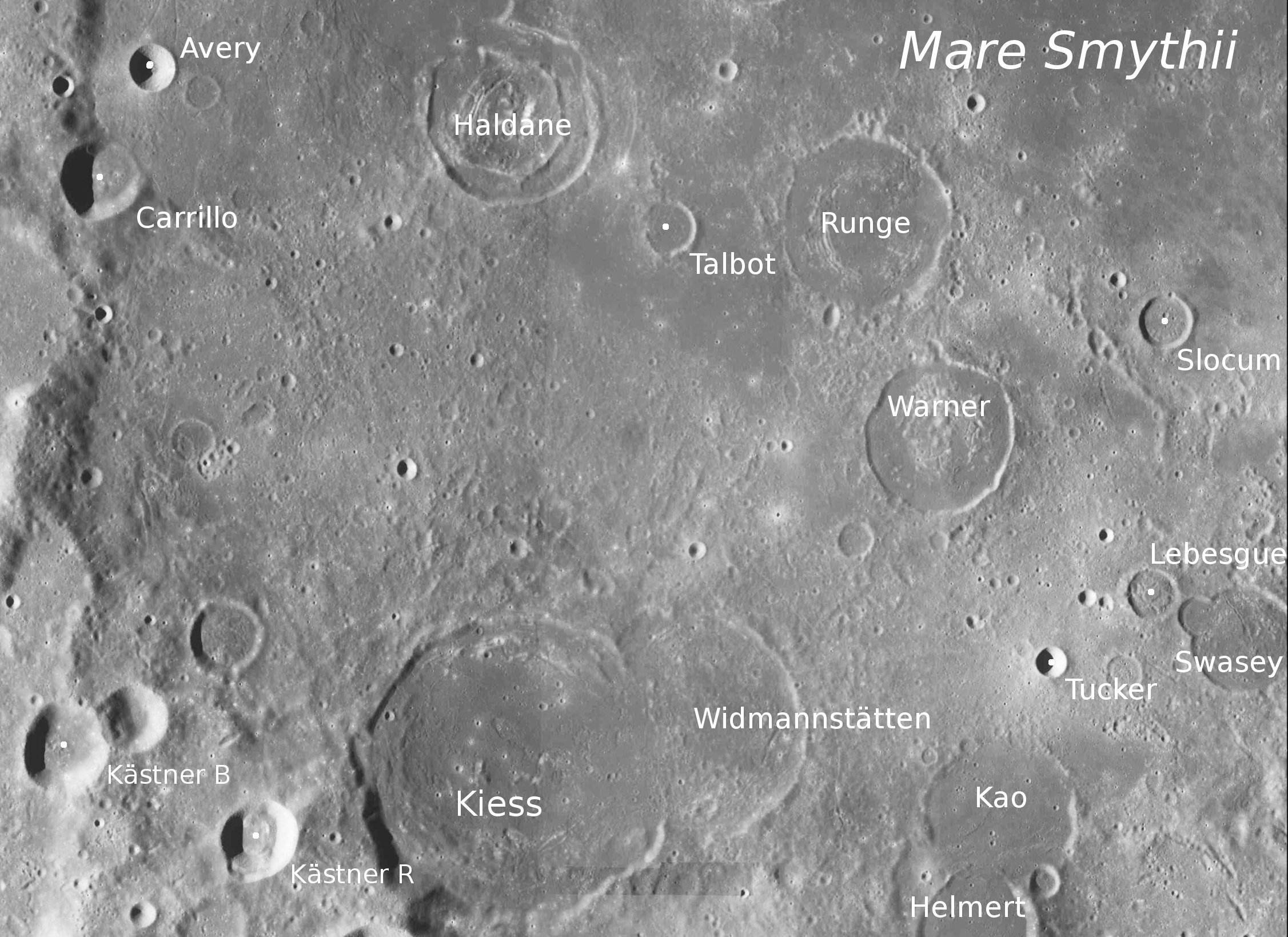
Rodalies de Kao (imatge de la missió LRO)

El cràter Kao forma part d'un parella de cràters combinats, amb Helmert al sud. Presenta una bretxa on s'uneixen i comparteixen un sòl comú que ha estat reconfigurat per la lava. La seva vora exterior forma poc més que un anell succint en la superfície, especialment sota a la banda nord. No està marcat per impactes significatius. No obstant això, un petit cràter apareix en la vora sud-est, on la seva vora s'uneix a la de Helmert.